# صادق أباد (دهغلان)
صادق أباد (بالفارسية: صادق‌آباد) هي قرية تقع في قسم ايلان الجنوبي الريفي (مقاطعة دهغلان) في إيران. يقدر عدد سكانها بـ 431 نسمة.